# 490 a.C.
Il 490 a.C. (CDXC a.C. in numeri romani) è un anno  del V secolo a.C.

## Eventi
- Dario I di Persia ritenta la conquista della Grecia e manda una spedizione sotto il comando del generale Dati e di Artaferne.
  - La flotta persiana passa per Samo, espugna Nasso, sottomette il resto delle isole Cicladi.
  - Assedio e distruzione di Eretria da parte dei Persiani.
  - Agosto/settembre - Si svolge la battaglia di Maratona, dove gli Ateniesi e i Plateesi sconfiggono i Persiani, numericamente superiori.
  - Secondo Luciano Filippide annuncia la vittoria correndo da Maratona ad Atene (40 km circa): da questo episodio nascerà la maratona.
- Roma:
  - consoli Spurio Larcio e Quinto Sulpicio Camerino Cornuto.

## Nati
- Fenarete, medica ateniese
- Protagora, retore e filosofo greco antico

## Morti
- Callimaco di Afidna, generale e politico ateniese
- Cinegiro, militare ateniese
- Dati, generale persiano
- Fidippide, militare ateniese
- Ippia, politico e generale ateniese